# اسما بنت نعمان
اسماء دختر نعمان؛ نام کاملش «اسماء بنت نعمان بن ابی الجون کندی». از زنان مشهورعرب، از جهت شرف و جمال. نسب وی بآکل المرار ملک کندة می‌رسد. مقام اهل او در نجد بود و او با پدر خویش نزد محمد به مدینه شد و پدر وی را بر پیغمبر عرضه داشت. رسول او را خطبه کرد ولی بعلت صلفی که نمود او را تزویج نکرد. پس اسماء در مدینه اقامت گزید و در زمان خلافت عثمان بمرد. (اعلام زرکلی ج ۱ صص ۱۰۲–۱۰۳).